# Prva tuzlanska operacija NOVJ
Prva tuzlanska operacija NOVJ bila je ofenzivna akcija NOVJ i četnika na sjeveroistoku Bosne.
Tijekom partizanske ofenzive u srednjoj i sjeveroistočnoj Bosni i Posavini napadnuti su nekoliki gradovi. U razdoblju od 30. kolovoza do 29. rujna 1943. godine partizani su zauzeli Modriču, Bosanski Šamac,  Bijeljinu i Tuzlu. Zamah su izgubili i 19. listopada nisu u napadu uspjeli zauzeti Brčko, a Vareš su uspjeli zauzeti 20. listopada. Iz Srbiju su u Bosnu su u isto vrijeme provalile postrojbe četnika, koje su 5. kolovoza zauzele Višegrad, a 13. listopada Rogaticu. Te četničke snage nisu htjele surađivati s partizanima, ali je znatni broj bosanskih četnika odlučio surađivati s NOVJ, te su mnogi čak na svojim kapama i šubarama četničke kokarde zamijenili partizanskim zvijezdama.

## Povijest
Pad Italije prisilio je Treći Reich, NDH i savezničke im milicije na prebacivanje većine snaga na Jadran radi razoružanja talijanskih snaga. Stvorio se vojni vakuum koji su partizanske snage u koaliciji s četnicima iskoristile i krenule u ofenzivnu operaciju na istok i sjeveroistok Bosne. Takva situacija potrajala je do u mjesec studeni. Područje Tuzle bilo je pod nadležnošću pod zapovjedništvom II. zbornog područja Hrvatskog domobranstva. Još tijekom listopada prostor Vinkovci — Brod — Doboj — Tuzla — Zvornik — ušće Drine zauzele su jake partizanske snage te prostor Srijema, zbog čega je zapovjedništvo 2. okl. armije povuklo jake snage i tamo. Osovinske snage još se nisu bavile Tuzlom. Tek 19. listopada izdata je zapovijed za Operaciju Wildsau i Wolkenbruch.
 Zbog pada Italije hrvatski su partizani u Istri preuzeli vlast, zbog čega su njemačke snage povučena onamo, a pokrenute su snage i za vraćanje Splita od partizana. Moralo se skupiti postrojbe radi osiguranja pruga u Slavoniji i Srijemu koje su značile životno važnu opsrkbu žitom i drugim.Politička situacija pogoršala se zbog političke i vojne situacije u Italiji i SSSR-u, ponešto zbog pojačane aktivnosti partizansko-četničkih skupina, u NDH, deprimiranost kod onih početno oduševljenih njemačkim snagama što su odmetničke skupine preuzele velike dijelove zemlje koje su napustile njemačke snage. Partizanske snage uspjele su na velikom dijelu teritorija NDH uspostaviti sovjetsku državu. NDH je trpila zbog kompromitiranosti, okrutnost prema Srbima koji su se odmetali, a brojni muslimani ni na koji način nisu se zalagali za hrvatsku državu jer nisu bili iskreno uz hrvatsku ideju, nego uz ekonomski interes, nadajući se u agrarnu reformu. Neki krugovi muslimanskih intelektualaca jtjeli su ili nezavisnu državu Bosnu i Hercegovinu u kojoj bi oni vladali ili protektorat pod čijom bi vojnom upravom imali odgovarajuće mogućnosti za razvoj i djelatnosti. Snage NDH i Njemačke bile su angažirane na čuvanju velikih gradova, ključnih prometnica i osiguranju žetvenih radova i berbe kukuruza. Izbacivanje iz stroja napravile su epidemije. Velike oblasti prepuštene komunistima i četnicima stvorile su problem izbjeglica. Loša prehrana, smještaj, nehigijenski uvjeti, manjak lijekova, nepostojanje, srušenost ili zauzetost bolnica za vojne potrebe rezultirali su pjegavcem i tuberkulozom koji su postali opasnost za civile i vojsku. Katoličkim Hrvatima pobudio je strahovanja prijam predsjednika srpske vlade Nedića u Hitlerovom Glavnom stanu. Strahovalo se da je Nediću dao posebna obećanja za Srbiju.
Početkom jeseni partizanske snage uspjele su pod svoju kontrolu staviti veliki dio sjeveroistočne Bosne. Obavještajnim kanalima kontaktirali su politički organi partizanskih snaga u istočnoj Bosni sa zapovjednikom domobranskih postrojbi u Tuzli, Sulejmanom Filipovićem, koji je prije rata bio pukovnik u kraljevskoj jugoslavenskoj vojsci a stavio se u službu NDH 1941. godine. Rodoljub Čolaković i Avdo Humo pregovarali su neuspješno s njime o predaji, jer je Filipović uvjetovao da im se preda sa svojom postrojbom koja bi i dalje bila njegova, ali kao saveznik partizanima. U 1. tuzlanskoj operaciji Titove snage 3. udarnog korpusa napale su 29. rujna 1943. Tuzlu u kojoj je bio garnizon njemačkih snaga i snaga NDH. Na ruku je napadačima išao slabiji borbeni moral u domobranskim postrojbama.
Trećeg dana partizanskog napada prešao Filipović s malom skupinom svojih k partizanima.
Snage NOVJ koje su napale područje Tuzle bile su Šesnaesta vojvođanska divizija (oko 2.700 boraca)), Sedamnaesta istočnobosanska divizija (oko 1.900 boraca), Druga krajiška brigada (oko 450 boraca), Šesnaesta muslimanska brigada (oko 350 boraca), Majevički NOP odred (oko 600 boraca), Trebavski NOP odred (oko 200 boraca) i Ozrenski NOP odred. (oko 80 boraca) Ukupne snage NOVJ angažirane u ovoj operaciji bile su jakosti oko 6.300 boraca.
Nakon četiri dana partizanske snage zauzele su grad. NDH se suočila s koordiniranim napadom na istočne krajeve. Partizanski napad koincidirao je s četničkim napadom na istočnu Bosnu listopada,
Snage JVuO koordinirano su iz Srbije poduzele napad protiv NDH. Često mijenjajući strane i savezništva, u rujnu su zauzele neprijateljski stav prema Osovini, i 5. listopada zauzele njemačko-domobranski garnizon u Višegradu, a 13. listopada domobranski garnizon u Rogatici. Sve je to dodatno pogoršalo položaj njemačkih snaga u Bosni. Dogodili su se uskoro međusobni sukobi JVuO i snaga NOVJ iz Bosne. Snage JVuO koje se nisu htjele podložiti Titu našle su se u manjini prema četnicima koji su zamijenili kokardu petokrakom. Pred porazom obustavile su protuosovinske borbe i potražile su oslonac na njemačke postrojbe.
Zapovjednik topničkog puka 369. divizije Kuchtner iz Tuzle, računao je na prijašnju suradnju. Nakon proboja iz napadnute Tuzle povezao se s četnicima. Međutim, oni su ga zadržali kao zarobljenika. 16. listopaada četnici su ga pustili na slobodu, dobivši u zamjenu streljivo za pješaštvo za borbu protiv partizana.
Vraćanje Tuzle odgodilo je zauzetost operacijama po Hrvatskoj, na Jadranu, radi zauzimanja obale, otoka i poluotoka: Seerauber, Herbstgewitter, Landsturm, Spatz, Patz, Distel, Adler, te u Slavoniji Wildsau, Herbst 2, Zipfel, Arnim. Ostatak je bio zauzet i u susjednim zemljama, gdje su sprovodili akcije Alpenrose u Albaniji i Crnoj Gori, Edelweiss u Makedoniji, Balkanschlucht na tromeđi kod Berana gdje su morali razbiti talijansku diviziju Venezia i komunističke vojne skupine.
23. listopada zapovjedništvo 2. oklopne armije pokrenulo je operaciju Wildsau u kojoj tek nakon očišćenja istočne Hrvatske prelazi se Savu te se nastupa pravcem Modriča — Doboj — Gračanica — Tuzla. 1. SS-okl. armija izvodila je operaciju Wolkenbruch. Hrvatsko zrakoplovstvo dobilo je zadaću biti potpora. 1. kozačka divizija (podređena LXIX rez. AK) po planu trebala je prijeći u nastupanje 23. listopada iz područja Vinkovci — Kuzmin, i do 24. listopada navečer očistiti područje do Save. Nakon uspješna čišćenja planom je trebala prijeći Savu i prodrijeti pravcem Modriča — Doboj — Gračanica — Tuzla. Potom je trebala prijeći u nastupanje iz područja Tuzle radi čišćenja terena do ušća Drine. Ojačani grenarirski motorizirani puk 92 (pdređen XV brd. AK) 23. listopada ujutro je sa sarajevskog područja trebao nastupiti i djelovati Sokolac — Vlasenica i do 24. navečer izbiti na crtu blokad Zvornik — Tuzla. Nakon toga puk je podređen LXIX rez. AK. Za to vrijeme, vojnoupravni zapovjednik Srbije od 23. listopada navečer blokira crtu Zvornik — ušće Drine. Einsatz zapovjedništvo u Zemunu sudjelovalo je s 1. kozačkom osiguravajući joj prodor do Save borbenim i izviđačkim djelovanjima, a po prelasku Save, Einsatz zapovjedništvo Zemun prelazi u Banju Luku i ondje se rasformira. Za potrebe napada prebačeno je 1. izviđačko jato iz Mostara u Sarajevo.